# Сипивик (језеро)
Језеро Сипивик дванаесто је језеро по величини, у покрајини Манитоба у Канади. Налази се у сливу реке Нелсон. Језеро је од географског и културно значаја за домородачке народе који  настањују Манитобу, најмање у последња два миленијума.

## Историја
Године 1792. Дејвид Томпсон је успоставио канцеларију за Компанију Хадсон Беј  на језеру Сипивик. Томсонова канцеларија  је кратко радила, јер је Џозеф Колен, шеф фабрике у Јорку, сматрао је да је то место прескупо за смештај крзна, због недостатка кануа за њихов превоз и високих  трошкова за плате домородаца који су доносили крзно из канцеларије у фабрику Јорк на њихову прераду.
Тачна локација канцеларије на језеру Сипивик није била позната, све док нису откривени срушени димњаци и артефакти (специфични за тај период) који су пронађени на месту близу Томпсонових забележених координата. Пери Бломквист, археолог из покрајине Манитоба, убеђен је да је то место на коме је Томпсон успоставио седиште канцеларије Компанија Хадсон Беј .

## Положај и пространство
Језро Сипивик се налази  југоисточно од Томпсона и северно од језера Винипег и језера Крос у сливу реке Нелсон, која тече северно од језера Крос и улива се у јужни крај језера Сипивик интече са обе стране острва Beaг и почев од источног краја језера Сипивик тече кроз језеро Дак, које се налази западно од острва Bear. 
Најближе локације језеру Сипвик су језеро White Rabbit 15,33 km југоисточно, језеро Булгер  16,31 km источно, Hockin 25,88 km северозападно, Portage Thicket-а 27,02 km северно и језера Ландинг 27,34 km североисточно. 
Језеро Сипивик које се налази на 183 m (600 ft) надморске висине, простире се на површини од 454 km2 (175 sq mi), а у дужину од око 78 km (48 mi).

## Географија
Jезеро се налази на географским координатама 55° 05′ 17″ С, 97° 34′ 31″ З. Приближно се налази 568 км јужно од  центра Канаде и 1.878 км северозападно од главног града Отаве . 
На територијалној површини од 100 km² око језера живи приближно 1.200.000 становника. 
Река Нелсон повезује језеро Крос са језером Сипивик из кога одводи воду на североисток да би се улила у Хадсонов залив. 
Анализа материјала са испирања обале језера, показује да главни минерали укључују кварц, анортит, диопсид, илменит, магнетит и оливин. 
Језеро од риба настањују поточна пастрмка, северна штука и бела риба.